# Хёрмандер, Ларс
Ларс Вальтер Хёрмандер (швед. Lars Hörmander); 24 января 1931, Мьельбю — 25 ноября 2012, Мальмё) — шведский математик, обладатель Филдсовской премии (1962) и премии Вольфа (1988) за работы по теории дифференциальных уравнений в частных производных.
Член Шведской королевской академии наук с 1968 года. Был вице-президентом Международного математического союза (1987—1990). В 2006 году был награждён премией Стила в номинации «за математическое описание» (за свои работы Анализ линейных дифференциальных операторов с частными производными и Введение в теорию функций нескольких комплексных переменных).
В 1992 году подписал «Предупреждение человечеству».
Умер 25 ноября 2012 года.

## Труды на русском языке
- Хермандер Л. Анализ линейных дифференциальных операторов с частными производными. В четырёх томах. т. 1: Теория распределений и анализ Фурье: Перев. с англ. — М.: Мир, 1986. — 462 с.
- Хермандер Л. Анализ линейных дифференциальных операторов с частными производными. В четырёх томах. т. 2: Дифференциальные операторы с постоянными коэффициентами. Перев. с англ. — М.: Мир, 1986. - 455 с.-библ.: сс. 438—449.
- Хермандер Л. Анализ линейных дифференциальных операторов с частными производными. В четырёх томах. т. 3: Псевдодифференциальные операторы. Перев. с англ. — М.: Мир, 1987.-694 с.-библ.: сс. 665—685.
- Хермандер Л. Анализ линейных дифференциальных операторов с частными производными. В четырёх томах. т. 4: Интегральные операторы Фурье.- Перев. с англ. — М.: Мир, 1988. 446 с.-библ.: сс. 419—439.
- Хермандер Л. Введение в теорию функций нескольких комплексных переменных. Перев. с англ. — М.: Мир, 1968.279 с.-библ.: сс. 269—273.
- Хермандер Л. К теории общих дифференциальных операторов в частных производных. Перев. с англ. — М.: ИЛ., 1959.-131 с.-библ.: сс. 126—129.
- Хермандер Л. Линейные дифференциальные операторы с частными производными. Перев. с англ. — М.: Мир, 1965.-379 с.-библ.: сс. 368—374.
- Хермандер Л. Оценки для операторов, инвариантных относительно сдвига. Перев. с англ. — М.: ИЛ, 1962. 71 с.